# Thierry Perreux
Thierry Perreux, född 4 mars 1963 i Soisy-sous-Montmorency, Val-d'Oise, är en fransk handbollstränare och tidigare handbollsspelare (högersexa).
Han var med och tog OS-brons 1992 i Barcelona.